# آبشار فویرس
آبشار فویرس (به انگلیسی: Falls of Foyers) آبشاری است که در اسکاتلند واقع شده و ارتفاع کلی ریزشگاه آن ۶۲ متر است.